# Вейкфілд (місто)
Вейкфілд (англ. Wakefield) — місто в Англії, адміністративний центр графства Західний Йоркшир. Має статус міста (англ. city) і  району метропольного графства (англ. metropolitan borough). Населення — 76 866 осіб (2008).

## Історія
Borough of Wakefield отримав статус сіті за патентною грамотою (англ. letters patent) від 1888 року. 1913 року населення міста перевищило 50 тисяч осіб, Вейкфілд був адміністративно виділений у самостійну одиницю (англ. County borough) та вийшов з-під юрисдикції ради Йоркширського графства Вест-Райдінг. Нинішні кордони було встановленот1974 року відповідно до закону «Про місцеве самоврядування» від 1972 року (англ. Local Government Act 1972), патентна грамота 1974 року дала місту статус району метропольного графства (англ. metropolitan district).
Раніше місто було центром текстильної торгівлі. Крім того, місто розташовується в області, де була широко розвинена вугільна промисловість — ключовий фактор промислової революції. 1984 року відбуловся Страйк шахтарів, проте на той час всі шахти в місті були вже закриті. Але залишалося ще 18 шахт в околицях міста, тож у місті часто проходили демонстрації на підтримку страйку.